# Boreci
Boreci – wieś w Słowenii, w gminie Križevci. W 2018 roku liczyła 312 mieszkańców.